# Daniel Wełna
Daniel Zygmunt Wełna (Bydgoszcz, 3 de diciembre de 1955) es un deportista polaco que compitió en piragüismo en la modalidad de aguas tranquilas. Ganó siete medallas en el Campeonato Mundial de Piragüismo entre los años 1977 y 1981.

## Palmarés internacional
| Campeonato Mundial | Campeonato Mundial       | Campeonato Mundial | Campeonato Mundial |
| Año                | Lugar                    | Medalla            | Competición        |
| ------------------ | ------------------------ | ------------------ | ------------------ |
| 1977               | Sofía (Bulgaria)         | Medalla de oro     | K4 500 m           |
| 1977               | Sofía (Bulgaria)         | Medalla de oro     | K4 1000 m          |
| 1978               | Belgrado (Yugoslavia)    | Medalla de bronce  | K4 500 m           |
| 1979               | Duisburgo (RFA)          | Medalla de bronce  | K4 500 m           |
| 1979               | Duisburgo (RFA)          | Medalla de plata   | K4 1000 m          |
| 1981               | Nottingham (Reino Unido) | Medalla de plata   | K2 500 m           |
| 1981               | Nottingham (Reino Unido) | Medalla de bronce  | K2 1000 m          |